# Kanton Villa Vitalina
Der Kanton Villa Vitalina ist ein Gemeindebezirk im Departamento Oruro im südamerikanischen Anden-Staat Bolivien.

## Lage im Nahraum
Der Kanton (bolivianisch: Cantón) Villa Vitalina ist einer von siebzehn Kantonen in dem Landkreis (bolivianisch: Municipio) Sabaya in der Provinz Sabaya. Er grenzt im Osten und Nordosten an den Kanton Villa Rosario, im Norden an den Kanton Cahuana, im Westen an den Kanton Pagador und an den Kanton Pisiga Bolívar Sucre, im Südwesten an die Republik Chile, und im Süden an das Municipio Coipasa.
Der Kanton erstreckt sich zwischen etwa 19° 06' und 19° 20' südlicher Breite und 68° 13' und 68° 33' westlicher Länge, er misst von Norden nach Süden bis zu 20 km, von Westen nach Osten bis 30 km. Im östlichen Teil des Kantons liegt der zentrale Ort des Kantons, Villa Vitalina, mit 250 Einwohnern (Volkszählung 2001). Die mittlere Höhe des Kantons ist 3900 m.

## Geographie
Der Kanton Villa Vitalina liegt am Westrand des bolivianischen Altiplano und wird nach Westen durch die Ausläufer der Cordillera Occidental begrenzt, nach Süden durch den Salzsee Salar de Coipasa. In der Nordwestecke des Kanton liegt der erloschene Stratovulkan Tata Sabaya (5430 m), an dessen Gipfel im Jahr 1995 eine kleine Fumarole zu sehen war.
Das Klima der Region ist semiarid, der Jahresniederschlag liegt bei nur 200 mm (siehe Klimadiagramm Sabaya). Von April bis November herrscht Trockenzeit mit Monatswerten von weniger als 10 mm Niederschlag, die Feuchtezeit im Sommer ist kurz und der Regen wenig ergiebig. Die Jahresdurchschnittstemperatur liegt bei knapp 7 °C ohne wesentliche Schwankungen im Jahresverlauf, aber mit starken Tagesschwankungen der Temperatur und häufigem Frostwechsel.
Die Vegetation in der Region entspricht der semiariden Puna. Sie ist baumlos und setzt sich vor allem aus Dornsträuchern, Gräsern, Sukkulenten und Polsterpflanzen zusammen. Sie wird wirtschaftlich als Lama-, Alpaka- und Schafweide genutzt.

## Bevölkerung
Die Bevölkerungszahl in dem Kanton ist im letzten Jahrzehnt des vergangenen Jahrhunderts deutlich angestiegen:
- 1992: 217 Einwohner (Volkszählung 1992)[3]
- 2001: 319 Einwohner (Volkszählung)[4]
- 2010: Neuere Daten liegen noch nicht vor

Die Bevölkerungsdichte des Municipio Sabaya bei der Volkszählung 2001 betrug 1,3 Einwohner/km², im Kanton Villa Vitalina 0,9 Einwohner/km². Die Lebenserwartung der Neugeborenen lag im Jahr 2001 bei 54,9 Jahren.
Der Alphabetisierungsgrad bei den über 19-Jährigen beträgt 94 Prozent, und zwar 98 Prozent bei Männern und 89 Prozent bei Frauen (2001).
Die Region weist einen hohen Anteil an Aymara-Bevölkerung auf, im Municipio Sabaya sprechen 62,9 % der Bevölkerung die Aymara-Sprache.

## Gliederung
Der Cantón Villa Vitalina hat eine Fläche von etwa 360 km² und untergliedert sich in die folgenden Subkantone (vicecantones)
- Vicecantón Concepción Comujo – 31 Einwohner (2001)
- Vicecantón Villa Vitalina – 257 Einwohner
- Vicecantón Pisiga – 31 Einwohner